# Минаев, Сергей Семёнович
Сергей Семёнович Минаев (11 сентября 1915, Дмитриевка, Рязанский уезд, Рязанская губерния, Российская империя — 2 июля 1987, Москва) — советский хозяйственный, государственный и политический деятель, Герой Социалистического Труда.

## Биография
Родился в 1915 году в деревне Дмитриевка. Член КПСС.
С 1935 года — на хозяйственной, общественной и политической работе. В 1935—1976 гг. — работник 1-го подшипникового завода, участник Великой Отечественной войны, помощник командира взвода 2-го отдельного учебного ремонтно-восстановительного батальона, бригадир слесарей 1-го Государственного подшипникового завода Министерства автомобильной промышленности СССР.
Указом Президиума Верховного Совета СССР от 22 августа 1966 года присвоено звание Героя Социалистического Труда с вручением ордена Ленина и золотой медали «Серп и Молот».
Избирался депутатом Верховного Совета РСФСР 8-го созыва.
Умер в Москве в 1987 году.